# LibreOffice
A LibreOffice (rövidítése LibO vagy LO) egy platformfüggetlen irodai programcsomag, amely kompatibilis más jelentős irodai programcsomagokkal. A 2010-ben indult projekt célja olyan vállalatoktól független irodai szoftvercsomag készítése, amelynek alapértelmezett fájlformátuma az ODF, és mentes minden szerzői jogi kötelezettségtől. A projekt nevében a Libre („szabad”) és az „Office” („iroda”) a nyílt forráskódú irodai programcsomagra utal. Mint szabad szoftver, a felhasználók szabadon letölthetik, módosíthatják, használhatják környezettől függetlenül és terjeszthetik a LibreOffice-t. A LibreOffice teljes körű, a helyesírási szabályzat új, 2015-ös 12. kiadásának is megfelelő magyar nyelvi támogatással rendelkezik, ezen túl több mint száz más nyelven is elérhető.

## Beépített alkalmazások

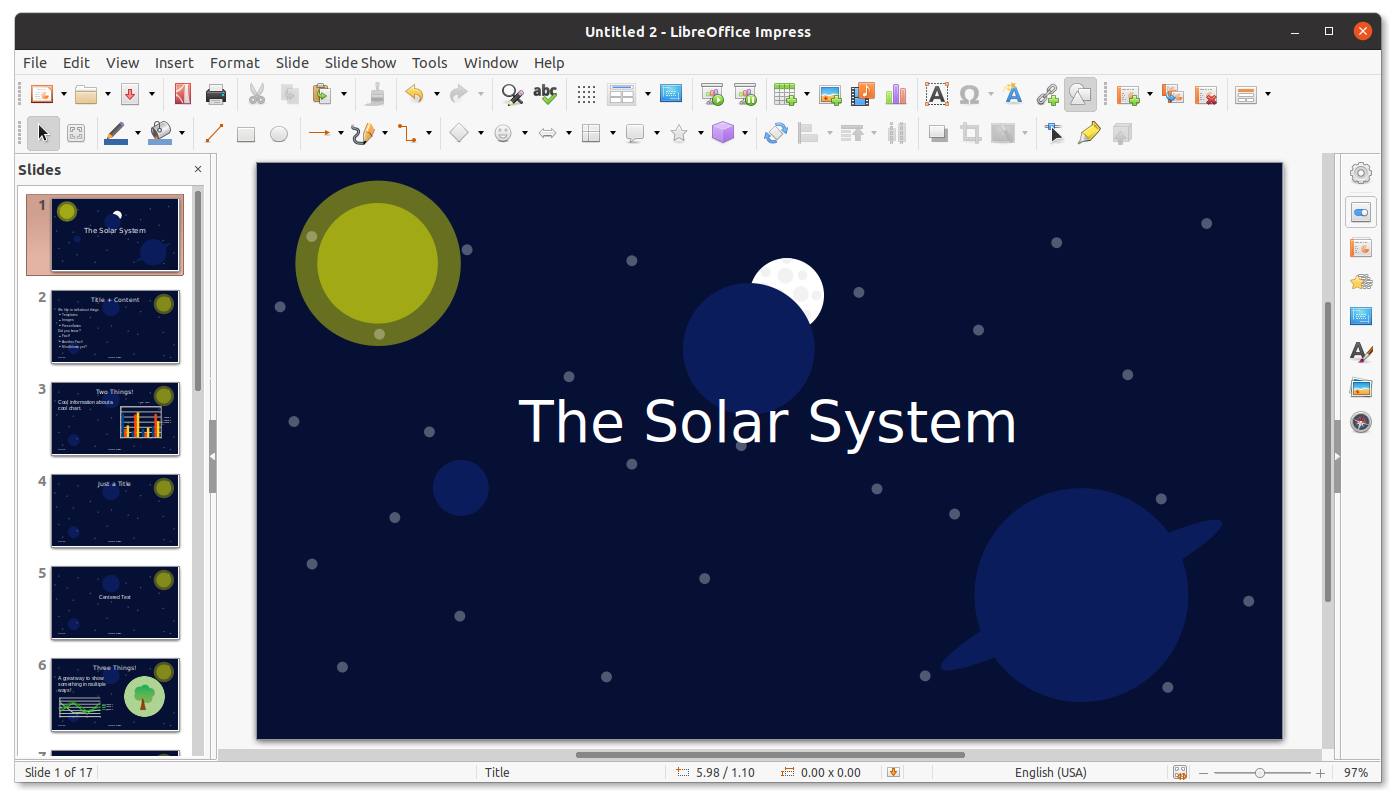
LibreOffice Impress Ubuntu operációs rendszer alatt

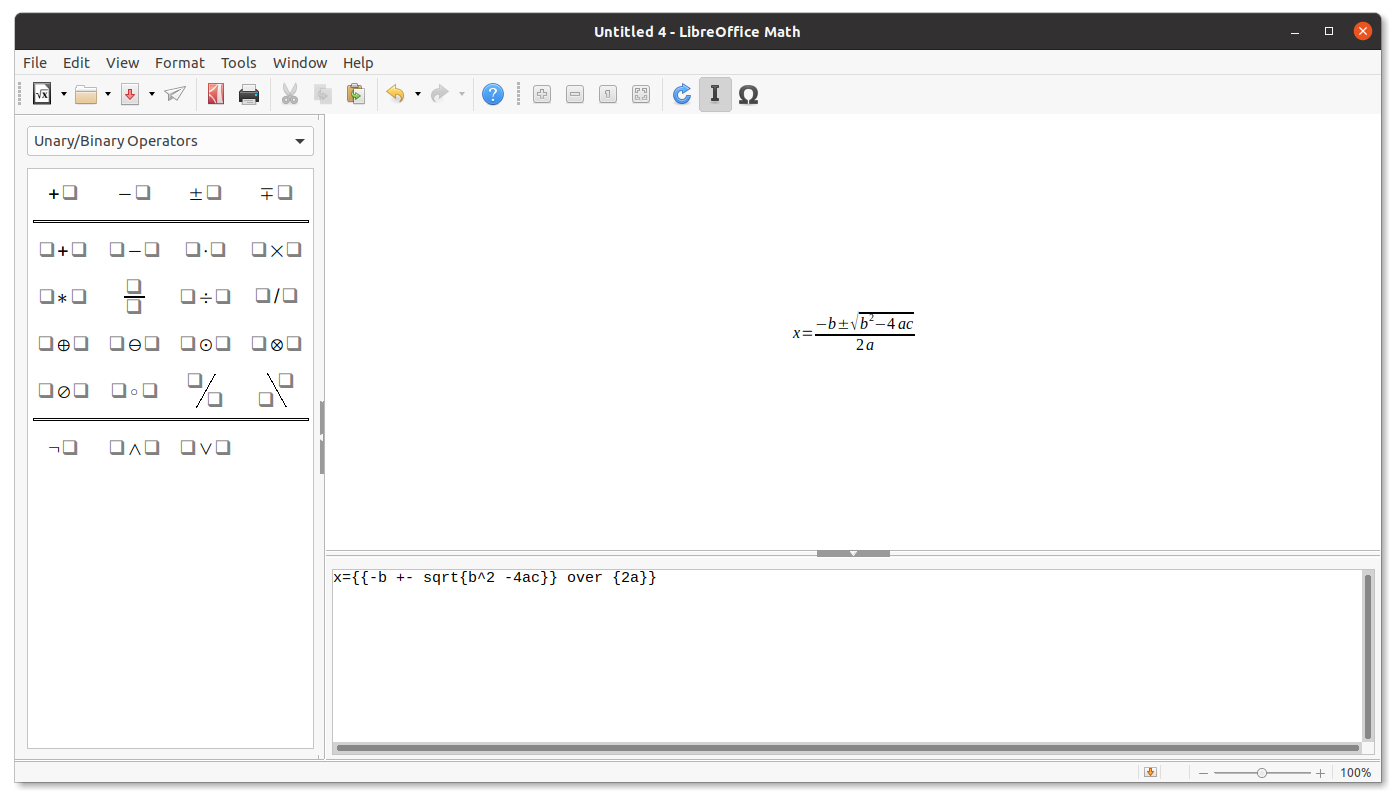
LibreOffice Math szoftver az Ubuntu rendszeren futtatva

| Komponens | Komponens | Megjegyzések |
| --------- | --------- | --- |
|           | Writer    | Szövegszerkesztő a Microsoft Word-höz és a WordPerfecthez hasonló funkciókkal. |
|           | Calc      | Táblázatkezelő program, ami a Microsoft Excelhez és a Lotus 1-2-3hoz hasonlít. Néhány egyedi szolgáltatással. |
|           | Impress   | Grafikus bemutató készítő program, amelyet a Microsoft PowerPoint ihletett. |
|           | Draw      | Vektorgrafikus képszerkesztő és diagram készítő, amely a Microsoft Visiora és a CorelDRAWra hasonlít. PDF fájlok szerkesztésére is képes. |
|           | Math      | Matematikai képletek készítésére és szerkesztésére szolgál. Az XML egy változatát használja a képletek tárolására. A létrehozott ábrák beimportálhatóak az egyéb LibreOffice alkalmazásokba. |
|           | Base      | Adatbázis kezelő program, hasonló a Microsoft Access-hez. A LibreOffice Base lehetővé teszi adatbázisok és kimutatások kezelését, valamint riportok készítését. Az Access-hez hasonlóan lehetőséget ad kisebb méretű adatbázisoknak a dokumentumokba ágyazására (a Java-alapú HSQLDB és a C++-alapú Firebird adatbázis motorok használatával). Szintén lehetővé teszi a csatlakozást különféle adatbáziskezelő rendszerekhez, többek között Access adatbázisokhoz (JET), ODBC/JDBC adatforrásokhoz, MySQL-hez, MariaDB-hez, PostgreSQL-hez, Microsoft Access-hez . |

## Története
2010. szeptember 28-án az OpenOffice projekt több tagja megalapította a The Document Foundation szervezetet, és létrehozta az OpenOffice.org 3.3 béta változatának egy származtatott változatát. Az új programcsomag létrejöttéhez jelentősen hozzájárult az Oracle által keltett bizonytalanság, amelyben tartani lehetett attól, hogy a vállalat megszünteti az OpenOffice.org projektet, úgy ahogy ezt megtette az OpenSolarisszal. Az alapítók remélték, hogy a LibreOffice név csak átmeneti lesz, mivel felkérték az Oracle-t is, hogy csatlakozzon a szervezethez és adja át nekik az OpenOffice.org márkanevet. Ezt az Oracle visszautasította és arra kérte az átállt fejlesztőket, hogy mondjanak le az OpenOffice.org irányítótestületében betöltött pozíciójukról, így a projekt végleges neve a LibreOffice lett. 2010. október végére, 33 OpenOffice.org fejlesztő mondott le, és állt át a The Document Foundation szervezethez.
A Go-oo projekt szintén megszűnt, támogatva ezzel a LibreOffice egységes fejlődését. A projekt által kifejlesztett funkciók beolvadtak a LibreOffice-ba. Más OpenOffice változatok szintén beolvadtak a LibreOffice programcsomagba.
A Canonical, Novell és Red Hat kijelentette, hogy a jövőben kiadott operációs rendszereikben az alapértelmezett irodai programcsomag szintén a LibreOffice lesz. 2011. január 20-án, az Ubuntu 11.04 fejlesztői kiadásában a LibreOffice vált az alapértelmezett irodai programcsomaggá.

### A 3.3-as kiadás
A The Document Foundation fejlesztői 2010. szeptember 28-án kiadták a LibreOffice 3.3.0 beta 1-et, amelyet október 14-én követett a Beta 2 majd 2010. november 17-én a Beta 3. Az első kiadásra jelölt változat december 5-én jelent meg, a második pedig karácsony előtt, december 23-án. A harmadik kiadásra jelölt változat 2011. január 13-án került kiadásra, és ezt gyorsan követte a negyedik január 20-án. Az első stabil változatot 2011. január 25-én adta ki a szervezet.
A Pardus lett az első Linux disztribúció amely fő kiadásában az alapértelmezett irodai programcsomag a LibreOffice volt. Ezt 2011. január 20-án adták ki.
Ryan Paul az Ars Technica riportere a LibreOffice 3.3.0 kiadásának napján, a következőképpen értékelte a programcsomagot: „Több figyelemre méltó fejlesztés került be a programcsomagba amely kibővítik a programcsomag részeként szállított alkalmazásokat. Még ennél is fontosabb az, hogy a kiadás egyértelműen tükrözi a LibreOffice projektben rejlő hatalmas erőforrásokat. A LibreOffice 3.3-ban található fejlesztések elősegítik a jobb használhatóságot és az interoperabilitást más formátumokkal. Például jelentősen javult a Lotus Word Pro és Microsoft Works formátumainak támogatása. Egy másik nagyon jelentős fejlesztés az SVG fájlok importálása és szerkesztése a LibreOffice Draw programmal”

### A 3.4-es kiadás
A 3.3-at követő fő kiadás a LibreOffice-ból a 3.4-es. A 3.4-es (.0) elsősorban az újdonságok iránti érdeklődőknek szól. Nem feltétlenül tökéletes. A vállalati felhasználóknak illetve azok, akik a stabilitást és a kevés hibát szeretik, célszerű megvárni a későbbi javító (pl. 3.4.1; 3.4.2 stb.) kiadásokat, vagy az előző szériát (3.3-as ág) használni. Többek között a következő újdonságokat hozza a LibreOffice 3.4:
- A memóriahasználat javítása.
- A LibreOffice Java-függésének csökkentése. (Hosszú távon a teljes Java-függetlenség elérése a cél. Helyette a Python programozási nyelv preferált.)
- A LibreOffice migrálásának folytatása GCC és GNU Make programokra, Windows platformon is.
- A forráskód tisztítása (német nyelvű megjegyzések fordítása angolra, nem használt kódsorok törlése.

### A 3.5-ös kiadás

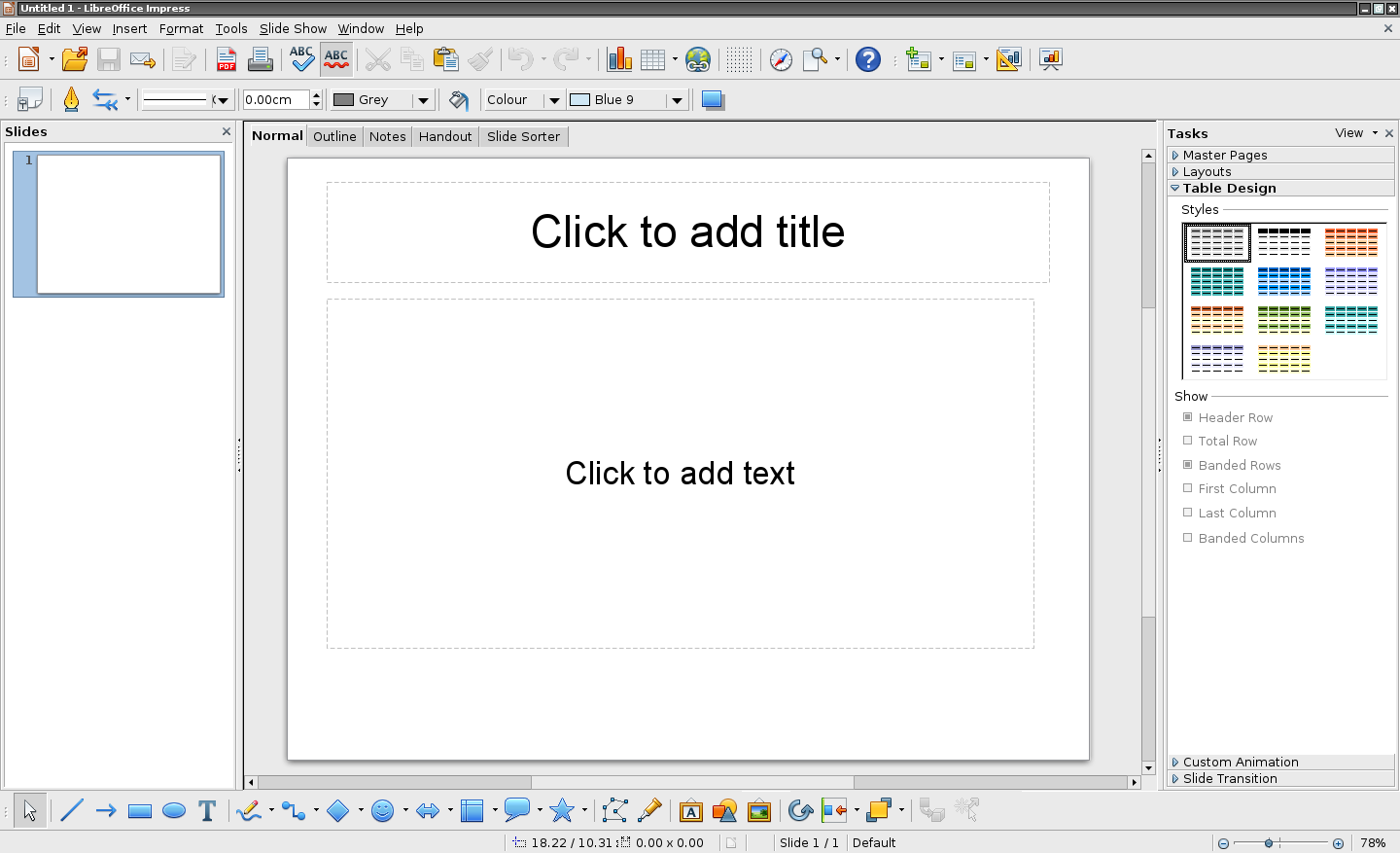
LibreOffice 3.5.5 képernyőképe

A 3.5-ös verziót 2012. február 14-én adták ki. és a főbb funkciói a következők: Visio .vsd importálás, natív PostgreSQL meghajtó, Java 7 támogatás, AES kódolás támogatása az ODF fájlok titkosításához, új .msi Windows Installer, és jobb Office Open XML támogatás. A 2012 februári kiadás tartalmazott továbbá egy online frissítés ellenőrzőt is. Alapértelmezetten, ez a funkció nem teljesen automatikus.

### A 3.6-os kiadás
A LibreOffice negyedik nagy kiadása, a 3.6-os verzió 2012. augusztus 8-án jelent meg. Főbb újdonságai: új CorelDRAW importáló, Alfresco integráció a CMIS protokoll használatával, korlátozott Microsoft SharePoint integráció, színskálák és adatsávok a táblázatkezelő celláiban, PDF exportálás vízjelekkel, tökéletesített automatikus formázási funkció a szöveges dokumentumok táblázataiban, jó minőségű képátméretezés, Microsoft SmartArt importálás szöveges dokumentumokba és javított CSV kezelés. A kiadási ütemtervet követő, eddig megjelent hibajavító kiadások: 3.6.1 (2012. augusztus 29.), 3.6.2 (2012. október 4.), 3.6.3 (2012. november 1.)

### A 4-es kiadásoktól az 5.0-s kiadásig
A programcsomag ötödik nagy kiadása, a 4.0-s verzió 2013. február 7-én jelent meg. A fejlesztők, a jelentős kódtisztítás mellett, a LibreOffice-t számos tulajdonsággal ruházták fel: integráció a tartalom- és dokumentumkezelő rendszerekkel (Alfresco, IBM FileNet P8, Microsoft Sharepoint 2010, Nuxeo, OpenText, SAP NetWeaver Cloud Service és más rendszerekkel) a CMIS szabványon keresztül; jobb interoperabilitás a DOCX és RTF dokumentumokkal; a Microsoft Publisher dokumentumok importálása és a Visio importálószűrő továbbfejlesztése; mindezekről bővebben és a további újdonságokról a bejelentésben és a kiadási megjegyzésekben olvashatunk.
A 4-es fejlesztési ág soron következő kiadásai a további kódtisztítás és -optimalizálás, valamint az új alapokra helyezett, átméretezhető, egyszerűen lokalizálható és akadálymentesített párbeszédablakok mellett olyan hasznos lehetőségekkel bővítették a LibreOffice-t, mint a betűkészletek beágyazása a dokumentumokba, a digitális aláírással ellátott PDF-ek exportálása, vagy a diát egyből a rendelkezésre álló munkaterülethez méretező ikon az Impress állapotsoron.
Az 5.0-s kiadás több régi hiányosságot is pótol: feltételes cellastílusok hozhatók létre a Calcban, közvetlenül vághatóak a képek a Writerben és a Calcban. A programozási felület bővítését a mobil és webes platformon való megjelenés követte: a LibreOffice Android és online (például az OwnCloud webes tartalomkezelővel integrált) fejlesztői változatban is elérhetővé vált.